# Зарудный, Самойло Богданович

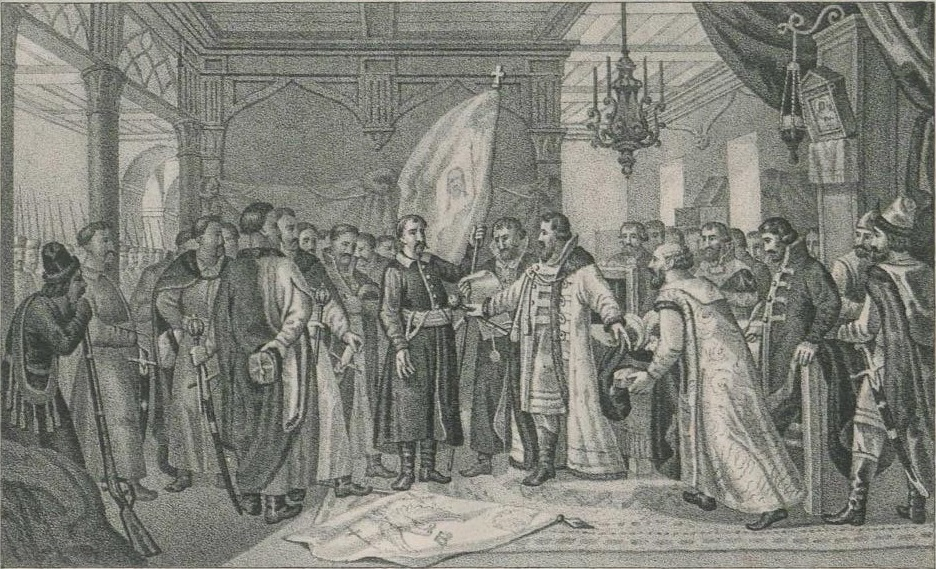
Боярин В. В. Бутурлин принимает присягу от гетмана Б. Хмельницкого и представителей Войска Запорожского на подданство России.

Самойло Богданович Зарудный, Самойло Богданович (Зарудный) (укр. Самійло Богданович-Зарудний) — генеральный судья с 1654 года по 1659 год, Запорожское войско в правление царя Алексея Михайловича.

## История
Самойло Богданович до освободительной борьбы крестьян, мещан (горожан), духовенства и днепровского казачества от ополячивания, социального, национального и религиозного гнёта, служил в польском войске реестровым казаком, был товарищем казачьей хоругви. 
В 1648 году при поражении поляков под Корсунем перебежал к повстанцам (бунтовщикам), позже стал доверенным лицом Богдана Хмельницкого, и по его поручению участвовал в переговорах с поляками в 1650 году в Варшаве. 
В 1652 году был послан Богданом Хмельницким в Москву с низким челобитьем, чтобы государь умилосердился, и велел принять Запорожское войско под свою высокую руку. Дьяки Посольского приказа, которые вели переговоры с Зарудным, спросили его: «Как тому быть, что гетману и всему войску Запорожскому быть под царского величества рукою, и как им жить, — так ли, в своих городах, или где в другом месте? — о том с ними от гетмана наказано ли подлинно?». Зарудный отвечал: «Как гетману и всему войску Запорожскому быть под царского величества рукою, о том он не ведает, и от гетмана с ним о том ничего не наказано, ведает то гетман; а с ним только наказано царскому величеству бить челом: как прежде царское величество был к гетману и ко всему войску Запорожскому милостив, так бы и теперь своей государской милости от них не отдалял и неприятелям их, полякам, помощи на них не давал; а кроме того ни о чём говорить не наказано».
В 1653 году Самойло Зарудный по поручению Богдана Хмельницкого вёл переговоры с османами. 6 января 1654 года участвовал в Переяславской раде, на которой решено было проситься войском с землями в Русское царство. 
8 января 1654 года гетман и полковники, принесли присягу на верность русскому царю. 12 января переяславский полковник Павел Tетеря, войсковой писарь Выговский, войсковой судья Самойла Богданович и другие лица предложили представителю царя В. В. Бутурлину дать хотя бы грамоту за своей рукой, дабы показывать её по полкам для приведения к присяге, ибо без такого письменного документа «в города ехать для привода к присяге нельзя, потому что всем людям в городах будет сомнительно». Бутурлин отказал. Павел Tетеря и судья Самойла Богданович (Зарудный) составили договорные статьи о присоединении Малороссии.
В начале марта того же года вместе с переяславским полковником Павлом Тетерей вновь ездил в Москву в качестве посланника Хмельницкого (в другом источнике указано что это был судья Гонсевский) бить челом государю с договорными статьями о присоединении Малороссии:
1. о том, чтобы в городах урядники были выбираемы из малороссиян, люди достойные, которые должны будут всем управлять и доходы в казну царскую отдавать;
2. чтобы вольно было гетману и войску Запорожскому принимать иностранных послов; а если бы послы эти пришли с чем-нибудь противным царскому величеству, то давать знать об этом государю;
3. чтобы число реестровых казаков было 60 000;
4. чтобы по смерти гетмана войско Запорожское само избирало нового
5. и чтобы права, данные князьями и королями духовным и мирским людям не были нарушены. На все пункты последовало согласие русского царя, хотя с некоторыми ограничениями.

Впоследствии войсковой судья Самойло Богданович Зарудный вручал гетманскую булаву Ивану Выговскому и стал одним из его советников, позже Выговский стал изменником (клятвопреступником), за что Зарудный был исключён в 1659 году генеральной и полковой старшиной из войсковой рады, но при Юрии Хмельницком получил прощение. При участии Зарудного был составлен текст и заключён 17 октября 1660 года сепаратный договор (Слободищенский трактат), между гетманом Ю. Хмельницким, С. Потоцким и Ю. Любомирским.
В 1664 году служил полякам совместно с П. Тетерей и выступал против гетмана Ивана Брюховецкого и запорожцев. После 1664 года Самойло Богданович Зарудный в документах не упоминается.